# Fumel
Fumel is een gemeente in het Franse departement Lot-et-Garonne (regio Nouvelle-Aquitaine). De plaats maakt deel uit van het arrondissement Villeneuve-sur-Lot. Fumel telde op 1 januari 2022 4.696 inwoners.

## Geschiedenis
Fumel werd voor het eerst vermeld in de elfde eeuw. De baronnen van Fumel beheersten vanuit hun kasteel het verkeer op de Lot. De stad bloeide en in 1265 verkreeg Fumel stadsrechten. Net als de rest van de Agenais had Fumel erg te lijden onder de Honderdjarige Oorlog. Tussen 1414 en 1442 was de stad slag om slinger in handen van de Engelsen en de Fransen. Het kasteel van Fumel lag in puin en werd vanaf 1468 heropgebouwd.

### Vroegmoderne tijd
De reformatie kende veel aanhangers in de streek maar baron François Segenville de Fumel was een fervente katholiek. Na een schermutseling met enkele lokale protestanten werd zijn kasteel aangevallen en werd de baron in 1561 op wrede wijze vermoord. Dit leidde tot represailles. Regentes Catharina de' Medici stuurde Blaise de Montluc om de inwoners van Fumel te straffen. Zestien inwoners werden terechtgesteld, het stadscharter werd ingetrokken, Fumel verloor zijn wijken buiten de stadsomwalling en geen enkel huis mocht nog hoger reiken dan de eerste verdieping. Deze maatregelen bleven doorwerken tot de Franse Revolutie. Die werd dan ook enthousiast onthaald in Fumel.

### Moderne tijd
De stad kon zich opnieuw ontwikkelen. De stadsomwalling werd geslecht. Fumel werd in 1790 de hoofdplaats van een kanton en had drie rivierhavens op de Lot. In 1845 kwam er een eerste brug over de Lot die de gemeente verbond met Montayral. Er kwam industrie met de productie van papier en ijzer en er waren ook steengroeven in de gemeente. Vooral de metaalwerken waren belangrijk. De streek was rijk aan ijzererts en had een groot potentieel aan arbeidskrachten. Tijdens de Eerste Wereldoorlog werden er in Fumel obussen geproduceerd. Ook na de Tweede Wereldoorlog bloeide de metaalindustrie. Er werden immigranten uit Spanje, Polen, Portugal en Italië aangetrokken. Rond 1970 waren 3.000 mensen tewerkgesteld in deze industrietak. Na verschillende overnames en inkrimpingen waren dit in 2015 nog maar een veertigtal werknemers.

## Geografie
De oppervlakte van Fumel bedroeg op 1 januari 2022 22,66 vierkante kilometer; de bevolkingsdichtheid was toen 207,2 inwoners per km². De Lot vormt de zuidelijke grens van de gemeente.

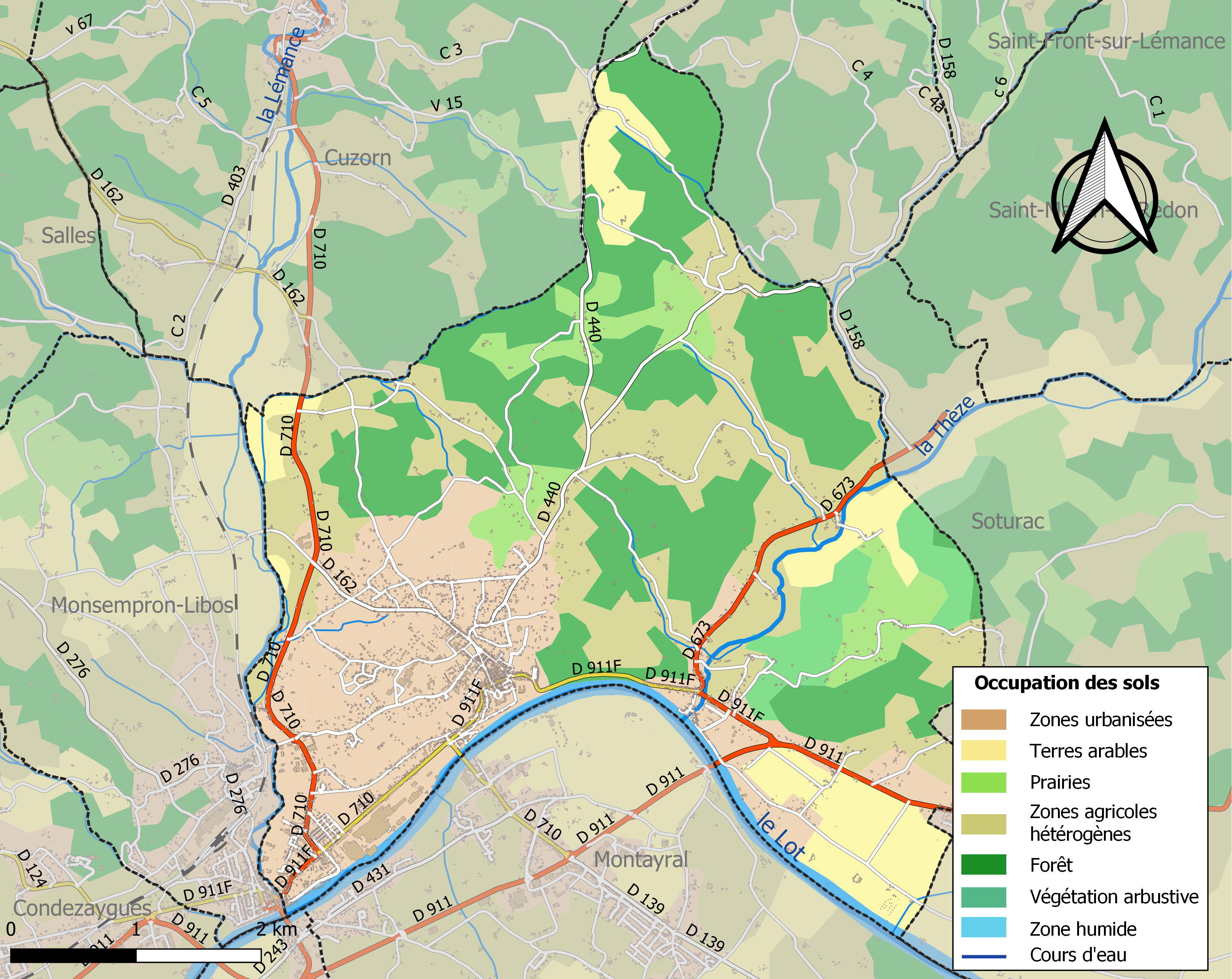
Kaart van de gemeente met de belangrijkste infrastructuur, bodemgebruik en omliggende gemeenten

## Bezienswaardigheden
Het Kasteel van Fumel ligt op een hoogte en doet dienst als gemeentehuis. Dichtbij ligt ook het kasteel Château de Bonaguil.

## Demografie
In 1834 telde de gemeente 2.348 inwoners, een verdubbeling tegenover 1806. In 1948 waren er ongeveer 5.500 inwoners. Onderstaande figuur toont het verloop van het inwonertal (bron: INSEE-tellingen).

## Geboren
- Jean Nouvel (1945), architect

## Overleden
- Jacques Bianco (1928-2011), wielrenner